# Narbolia
Narbolia (sardisk: Narabuìa) er en by og en kommune (comune) i provinsen Oristano i regionen Sardinien i Italien. Byen ligger i 57 meters højde og har 1.791 indbyggere (2016). Kommunen har et areal på 40,5 km² og grænser til kommunerne Cuglieri, Riola Sardo, San Vero Milis og Seneghe.